# Lisa Bauer

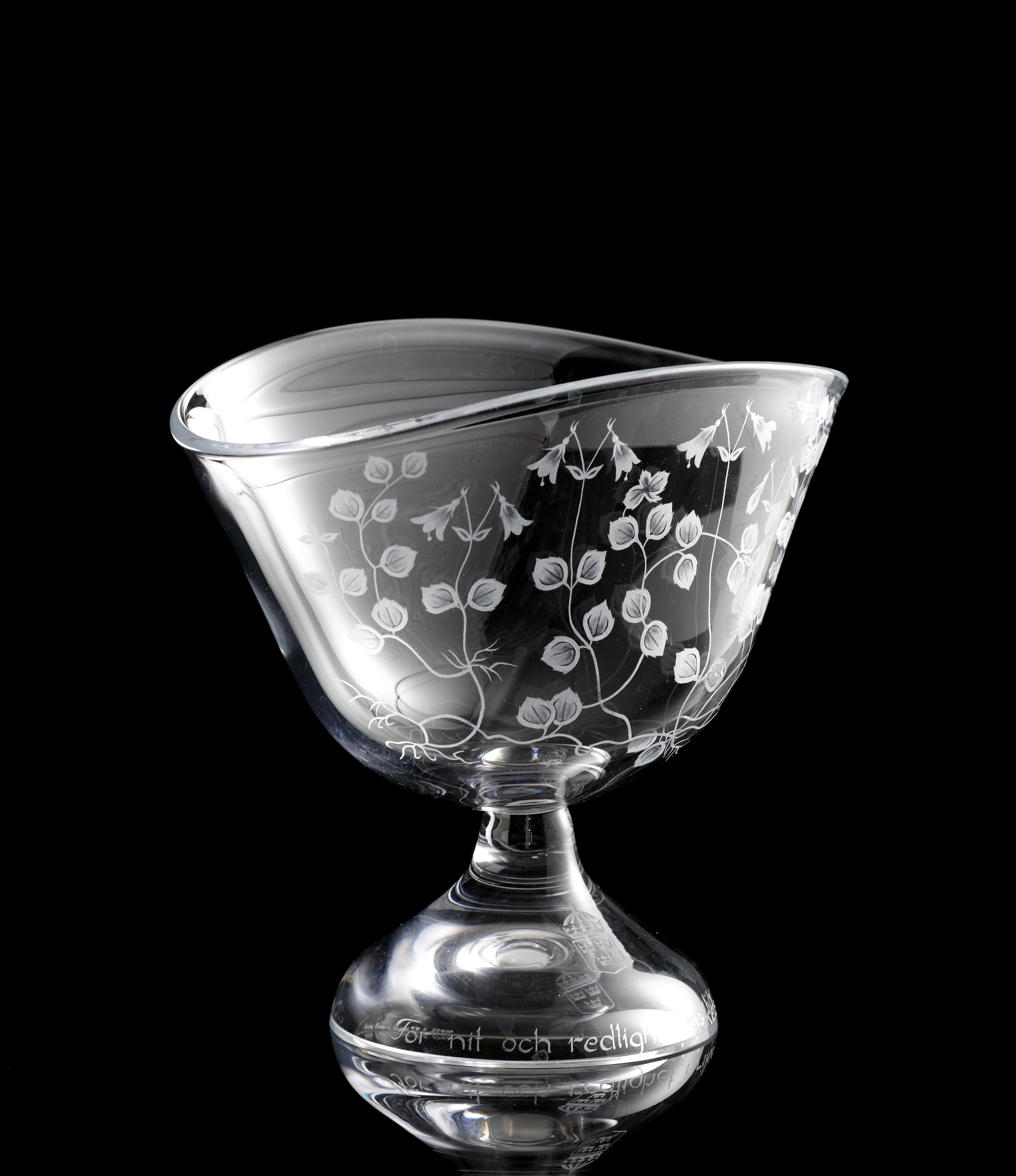
Statstjänstemannaskålen i kristall, formgiven av Lisa Bauer

Lisa Bauer, född Bohlin den 2 juni 1920 i Göteborg, död den 24 juni 2003 i Stockholm, var en svensk tecknare, illustratör och glaskonstnär.

## Biografi
Lisa Bauer studerade vid Slöjdföreningens skola 1937–1938 och i teckning och illustration på Tekniska skolan i Stockholm 1938–1942. Hon arbetade från 1940-talet som trädgårds- och arkitekturillustratör. Hon var 1969–1991 knuten till Kosta glasbruk och samarbetade där med Sigurd Persson 1969–1974, som han kände sedan tidigare och som rekryterat henne till Kosta för att rita blommönster för hans glas. Från 1974 arbetade hon som självständig formgivare av graverad kristall med växt- och blommotiv. 
Bauer finns representerad vid Nationalmuseum i Stockholm.
| ”               | Lisa Bauer var en kunnig iakttagare och en intresserad botanist. Hon kände blommors växtsätt och uttryck. Det syns också i hennes linjetunna, mjuka och böljade blommor som växer med ranka linjer över glasytan. I hennes former och gravyrer paras praktfull blomning med enkel glasform. Generöst får växterna breda ut sig över ytan. ...Det blåser en lätt och varm sommarvind genom Lisa Bauers växtvärld. Hon döljer glaspipans fästpunkt under maskrosbollens duniga cirkel och låter blåklockan nicka över skålens sida. Naturligtvis tecknar hon också den fina linnéan. Lisa Bauer tecknade alltid efter levande modell ... | „ |
| – Gunilla Petri | |   |

Hon var gift sedan 1942 med trädgårdsarkitekten Walter Bauer. Hon var mor till textilformgivaren Lena Boije och Martin Bauer, modellbyggare. Makarna Bauer är begravda på Lidingö kyrkogård.

## Offentliga verk i urval
- Fönster i Mariakapellet, tidigare Andreaskoret, i Linköpings domkyrka, gravyr, ett tioårigt projekt under åren 1988–1998, finansierat av Bernhard Risbergs donationsfond till Linköpings domkyrka.[6] Motivet är en ung Mariagestalt klädd i krona och i en mantel med ett stort antal vilda nordiska växter. Utförandet gjordes av Vas Vitreum i Vadstena, med gravören Lars-Erik Börnesson.[7]
- Dekoren till glasskålen Linnéa, som sedan 1980 är ett alternativ att välja för utmärkelsen För nit och redlighet i rikets tjänst.[8]